# 拝啓、父上様
『拝啓、父上様』（はいけい、ちちうえさま）は、2007年1月11日から3月22日まで毎週木曜日22:00 - 22:54に、フジテレビ系の「木曜劇場」枠で放送された日本のテレビドラマ。主演は二宮和也。
東京・神楽坂の老舗料亭を舞台に関わる人々や出来事を描いた人情ドラマである。主演の二宮が出演したドラマ『優しい時間』と同じく倉本聰が脚本を、同作とほぼ同一のスタッフが制作を手がけた。

## あらすじ
田原一平が板前修業を続けている老舗料亭「坂下」に新たな見習い中川時夫がやってきた。
「坂下」のある神楽坂に時代の波が訪れようとしている、「坂下」を裏から支えていた大女将坂下夢子のパトロンで政界の大物熊沢清次郎が亡くなり、神楽坂の再開発に歯止めが利かなくなった。若女将坂下律子は経営が厳しくなっている「坂下」の土地を売却し、跡地に出来たタワーマンションに小ぶりな料亭「新坂下」を作ることを画策する。「坂下」をそのまま残したい夢子と律子の対立に巻き込まれ疲弊気味の一平は、偶然唐沢ナオミと出会い一目ぼれをする。新店舗への参加を打診された一平だが、大女将の家出騒ぎで一平の母田原雪乃が匿った件や、「坂下」の一人娘坂下エリとのクリスマスデートの約束を一平が破った件で、若女将律子との関係を悪化させた。　そんな中、付き合うようになった一平とナオミは、鎌倉のフレンチレストランでデートをするが、偶然にもナオミの父親と出会ってしまう。ナオミに父と紹介された津山冬彦は一平の父親の可能性が高く、真相を語らない雪乃のため一平はナオミを避けるようになった。「坂下」の方では、大女将夢子が認知症を発症し、千葉の老人看護施設に入れられることとなった。大女将がいなくなった日に花板小宮竜次も「坂下」を去ることを決め、一平にこれから身の振り方は自分で決めろと諭す。竜次によって津山冬彦と再会した一平は冬彦と雪乃との関係を聞き、一平の父親ではないことを知る。そして雪乃の手引きでナオミと再会した一平は全ての誤解を解いて再び付き合うようになった。料亭「坂下」はこの年の3月になくなるが、一平はその後のことは考えずに、神楽坂で働いている。

## キャスト

### 田原家
田原 一平
演 - 二宮和也（幼少期：石井天地）
本作の主人公。富山で育ち、神楽坂の料亭「坂下」で料理人見習いとして働く真面目な青年。修行を重ねて7年の23歳で、「坂下」では三番板前。花板の竜次に憧れている。本来左利きだが、包丁は右で使っている。母親から自分の父が誰なのか聞かされておらず、小宮竜次、真田公正、津山冬彦を自分の父親ではないかと疑っている。また、花柳界に育ちながらも女性の扱いに疎い。「坂下」の前の石段で出会ったナオミに一目惚れする。物語は一平の見知らぬ父親への「拝啓、父上様・・」というモノローグで進行し、その口調は「＊＊＊と思われ、……」「＊＊なワケで……」「そんなことは全然知らなかった」という、「前略おふくろ様」を引き継ぐ倉本調である。
田原 雪乃
演 - 高島礼子
一平の母で、神楽坂一の人気を誇った元芸者であり現在はバー「ゆき乃」のママ。19歳のときに故郷である富山に帰って、こっそり一平を産み、ひとりで育てたシングルマザー。一平の父親が誰かは、一平はもとより自分自身の両親にすら秘密にしている。一平には自分のことを「雪乃ちゃん」と他人のように呼ばせている。「坂下」大女将・夢子と親しい。

### 老舗料亭「坂下」
中川 時夫
演 - 横山裕
高校を中退して、板前の見習いとして「坂下」にやってきた青年。人懐っこく少々礼儀知らずの面があるものの、正義感に溢れ、女性には優しい。少年院に入っていた過去を持つ。一平が期待する、ナオミとの恋の進展を、図らずも妨害してしまうおっちょこちょいなところもある。
坂下 エリ
演 - 福田沙紀
料亭「坂下」の一人娘。母親は若女将・律子で、父親は二番板前・保である。高校一年生で、一平のことを「お兄ちゃん」と呼び慕う。奔放な性格で、見習いに入ったばかりの時夫とも親しい。当初は一平に思いを寄せており、周りもなんとか結び付けようとするが、一平の思いが自分に向いていないことに気が付き、高校を中退して芸者修行に専念することを選択する、終盤では時夫といい関係になった。
小宮 竜次
演 - 梅宮辰夫
一平が憧れる、料亭「坂下」の花板。「舌の竜次」と呼ばれる伝説の板前で、優しく堂々とした性格から大女将・夢子や若旦那・保から頼りにされ、他の料亭の板前にも慕われている。一平の父親かもしれない一人で、一平はそうであってほしいと願っている。終盤、大女将の入院とともに、「坂下」を出ることを決めて、一平に彼専用の包丁を送り、ひとり東京を去っていった。
坂下 保
演 - 高橋克実
若女将・律子の夫で、婿養子として「坂下」に入った。花板になるべき立場だが、竜次を尊敬しているため二番板前として働いている。神楽坂の婿養子が集まる秘密のクラブ「養子クラブ」の会員らしい。家族に対して強く言えない性格で、パチンコでストレス解消をしている。
坂下 律子
演 - 岸本加世子
料亭「坂下」の若女将。保の妻。大女将・夢子の娘で熊沢清次郎の隠し子。実質的に「坂下」を切り盛りしている。真面目できびきびしているため、おっとりした性格の夢子や、周囲の人間と衝突することもしばしばある。「坂下」の経営難を解消するため、お店を現代風にリニューアルすることを画策中である。
坂下 夢子
演 - 八千草薫
料亭「坂下」の大女将。元芸者で、鼓が上手なことで有名である。長いこと神楽坂で暮らすが、現在は「坂下」の実権を律子に譲り、隠居中。休日に巣鴨通いをする「ガモーナ」でもある。孫のエリと一平が結ばれることを密かに望んでいたが、認知症を発症してしまい、千葉の老人施設へ送られることとなる。
澄子
演 - 森上千絵
仲居頭でバツイチの子持ち。普段はとても冷静だが飲みすぎると理性を失うこともあり、一平に介抱された際に一平を押し倒しレイプしかけたこともある。しかし本人は覚えていない。
松子
演 - 高橋史子
「坂下」の仲居。噂好きで、口が軽い。
しのぶ
演 - 黒瀬友美
「坂下」の仲居。
玉子
演 - 森囿麻衣子
「坂下」の仲居。

### 唐沢家
唐沢 ナオミ
演 - 黒木メイサ
一平が一目惚れした相手。「坂下」の前の石段でリンゴを落としてしまったときに一平と出会う。ケーキ屋「ラムール」で修行中のパティシエ見習いで、将来フランスで菓子作りを学びたいと考え、日仏学院でフランス語を勉強中。曜日によってはフランス語しか話さないというルールを自分に課し、如何なる場合も突き通す。どうしても会話が困難な場合は、日本語で筆談をすることもある。
津山 冬彦
演 - 奥田瑛二
作家で、ナオミの父親であり、また一平の父親かもしれない一人でもある。デビュー作「甃の街」では神楽坂を舞台に若い芸者と主人公の出会いを描き、直木賞を受賞した。現在は一般に「エロ小説作家」として通っている。もし一平の父親だった場合、ナオミは腹違いの妹になってしまう可能性がある。「津山冬彦」はペンネーム。

### その他
浮葉
演 - 木村多江
神楽坂の芸者。雪乃と親しい。
ことえ
演 - 池津祥子
神楽坂の芸者。雪乃と親しい。
ルオー
演 - 久保隆徳
コーヒー屋「ルオー」のマスターで、おかま口調で話す。マスコミの取材やグラビアの撮影に自然に映り込むことを趣味としており、そういう時は弟に店番を頼むこともある。また一平の良き相談相手でもある。
半次郎（シャク半）
演 - 松重豊
鳶の小頭。曰く「鳶は町のいざこざを収めるのも仕事」。あだ名の「シャク半」は「シャックリの半次郎」の略で、キレるとしゃっくりが止まらなくなるためにそういうあだ名がついている。
加納 善吉
演 - 河原さぶ
鳶の頭。
柏原
演 - 浅沼晋平
医師。
林田
演 - 梅沢昌代
看護師。
組合員
演 - ト字たかお（第1話、第3話）
和菓子屋店主
演 - 菅原大吉（第1話、第3話）
おでん屋主人
演 - 田窪一世（第1話、第3話、第4話、第7話）
中込
演 - 渡辺哲（第1話、第3話）
南
演 - 森富士夫（第1話、第3話、第7話）
書店主
演 - 六角精児（第5話）
一平が一日に二回行ってしまった書店の店主。
料亭「カワムラ」主人
演 - 左右田一平（第7話）
「ホリイグループ」代表者
演 - 秋田宗好（第7話）
「ホリイグループ」社員
演 - 両國宏、小倉敏博（第7話）
平山
演 - 山谷初男（第7話）
ホリイグループの酔客に突き飛ばされ骨折した「坂下」の客。煙草パイプ愛好家。
熊沢 清次郎
演 - 小林桂樹（第1話、第2話・特別出演）
夢子のパトロン。政界の大物。公的には認められていないが、エリの祖父でもある。
真田公正
演 - 小野武彦（第2話、第3話）
衆議院議員。元は熊沢の秘書を務めていた。一平の父親かもしれない一人だが、一平は「あいつだけはそうであってほしくない」と思うほど嫌っている。
占い師
演 - 余貴美子（第4話）
巣鴨の占い師。夢子が失踪したとき、一平とエリが居場所を占ってもらった。
小夜子
演 - 加賀まりこ（第10話）
料亭「中条」の女将。仲の悪かった律子が、料亭・坂下の解雇従業員の身請けのために中条へ頭を下げに来たことを明かす。
熊沢の正妻
演 - 森光子（第3話・特別出演）
熊沢の死後、料亭「坂下」を訪ねる。
ナレーション - 二宮和也

## スタッフ
- 脚本 - 倉本聰
- 音楽 - 森山良子、島健
- 演出 - 宮本理江子、西浦正記
- 主題歌 - 森山良子「パピエ」（第1話 - 第5話・最終話）、「手」（第6話 - 第10話）
- 制作総指揮 - 中村敏夫
- プロデュース - 若松央樹、浅野澄美
- 制作 - フジテレビ、FCC

## 放送日程
| 各話                                                       | 放送日        | 演出       | 視聴率 |
| ---------------------------------------------------------- | ------------- | ---------- | ------ |
| 第1話                                                      | 2007年1月11日 | 宮本理江子 | 12.9%  |
| 第2話                                                      | 2007年1月18日 | 宮本理江子 | 14.1%  |
| 第3話                                                      | 2007年1月25日 | 西浦正記   | 12.4%  |
| 第4話                                                      | 2007年2月01日 | 西浦正記   | 13.2%  |
| 第5話                                                      | 2007年2月08日 | 宮本理江子 | 14.1%  |
| 第6話                                                      | 2007年2月15日 | 西浦正記   | 12.8%  |
| 第7話                                                      | 2007年2月22日 | 宮本理江子 | 12.1%  |
| 第8話                                                      | 2007年3月01日 | 西浦正記   | 12.3%  |
| 第9話                                                      | 2007年3月08日 | 宮本理江子 | 12.4%  |
| 第10話                                                     | 2007年3月15日 | 西浦正記   | 14.3%  |
| 最終話                                                     | 2007年3月22日 | 宮本理江子 | 14.5%  |
| 平均視聴率 13.2%（視聴率は関東地区・ビデオリサーチ社調べ） |               |            |        |

## 補足
- 脚本の倉本が1975年に手がけた大ヒットドラマ『前略おふくろ様』（日本テレビ）を踏まえた作品で、料亭という舞台設定も同じであり、『前略』で女将役だった八千草薫や板前役だった梅宮辰夫が今作品でも同じ職業を演じた。
- 脚本の倉本と制作総指揮を担当する中村は、国民的ドラマ『北の国から』をともに作り上げた長年の盟友である。中村も一時期フジテレビの取締役を務めており現場を離れていたが、退任後FCCに移り現場復帰した。今回、『優しい時間』に続いて倉本とコンビを組んだ。
- チーフ演出の宮本理江子は倉本と長年ドラマ界で競い合ってきた山田太一の娘である。
- 倉本は構想段階から田原一平役に二宮の起用を考えており、脚本作成中も二宮をイメージして執筆された。
- 横山は倉本のドラマと知らずに役のオーディションにジャージで行き、監督の印象に残ったため起用された。倉本の指揮するドラマのオーディションにジャージで参加したのは彼が初めてである。
- とんねるずの石橋貴明も「前略おふくろ様」からのファンで、「食わず嫌い王決定戦」で二宮が出演した際に録画はしていたものの、まだ観ていなかったが「倉本聰先生、何故俺じゃなくて高橋克実なの？」と嘆いていた。また横山の演技を噂で良いと聞いており、「うたばん」で横山に会った際に絶賛していたが、横山がよく喋るせいで「ドラマでは良かったのに…」と残念がっていた。

## 関連商品
拝啓、父上様 DVD-BOX（2007年8月1日発売）